# 항소취하
항소취하란 항소의 신청을 철회하는 소송행위를 말한다 항소취하는 항소제기 후 항소심종국판결선고 전까지 할 수 있고, 항소불가분의 원칙에 의해 일부항소취하는 허용되지 않으며, 상대방의 동의는 필요없고, 소송행위의 유효요건을 갖추어야 한다. 항소취하에 의하여 항소는 소급적으로 그 효력을 잃게 되고, 항소심절차는 종료되며 그에 의해 제1심 판결은 확정된다.

## 같이 보기
- 소취하